# Maximiliano Correia Montenegro
Maximiliano Manuel Correia Montenegro
Nacido en Madeira, Portugal. El 21 de septiembre de 1920, Y muere en un pueblo de la costa de Colombia el 6 de enero de 1990, en condiciones muy extrañas. Su cuerpo nunca fue encontrado. A los 2 años su padre muere y el y su madre se van a vivir a una finca en Colombia. De propiedad de unos familiares maternos. A los 12 años comienza a presentar ciertas capacidades para percibir lo sobrenatural. Fue declarado Brujo por los habitantes del pueblo, lo que lo llevó a no llevar una vida social activa. A los 18 años, en medio de una tormenta catastrófica, se dice que este hombre en aquel tiempo un joven, presenta unos dones magníficos. Se casa con la hija del capataz de su hacienda, con la cual tiene 3 hijos, 2 varones llamados: Manuel, Miguel y su hija llamada Lorena, como su madre. Su madre muere ahogada en el Río Magdanela. Su cuerpo nunca fue encontrado.
Luego su hijo mayor muere en mano de los guerrilleros. Su hija se casa con un joven que era hijo de un amigo y se va de su casa. Mucho tiempo después Maximiliano muere. Se dice que antes de morir prometió: 

Juro que volveré reencarnado en otro cuerpo. Las personas de la región esperan a esta reencarnación que según ellos sera el mesías, que tanto esperaban

  El día de la muerte de Maximiliano una fuerte tormenta azoto a la región costeña de Colombia. Los habitantes de la región siguen esperando al mesías que salvara su región de todos los males.
- Datos: Q5689570